# たけしのコマ大数学科
『たけしのコマ大数学科』（たけしのコマだいすうがくか）は、2006年4月13日から2013年9月23日まで、フジテレビで深夜に放送されていたEAST ENTERTAINMENT制作の教養・バラエティ番組。ビートたけしの冠番組。フジテレビ系列を中心に全国各地でも放送（後述）。2008年3月（第82回）までは『たけしのコマネチ大学数学科』の番組名で放送された。

## 概要
ビートたけし（番組内はマス北野名義）、現役東大生の女子2人、たけし軍団で結成されたコマ大数学研究会（後述）の3組が、毎回1問ずつ出題されるさまざまな数学の問題に挑む。出題される問題は、おおむね高校数学レベルや大学入試のものとなっている。ヒントとして毎回テーマが提示され、それが問題を解く上での手助けとなる（テーマに従わずに解いてもいい）。
テーマおよび問題提示から、その問題に関するコマ大生たちのロケVTR、続いてマス北野チームと東大生チームの10分間の解答時間を経て、解答解説という流れで進む。ただし後期は解答解説の前にコマ大生たちのロケVTRを流す場合も見られた。
番組の最後には「コマ大フィールズ賞」(改題前は「コマネチフィールズ賞」)なるものが毎週選出され、3組いずれかにトロフィーが授与される。基本的には正解した組の中から顧問の判断により数学的に最も美しい解き方で解いた組が選ばれるが、全員不正解だったり、正解者がいても解き方が分かっておらずまぐれで正解した場合は不正解であっても正解に近い者や発想のユニークな者に与えられる。
第3回放送によると「第2回放送を終えた時点で、苦情は一つもなかった」とのことである。一方で第15回放送では「問題のレベルが落ちた」との声も紹介された。本当に数学が好きな人（数学マニアの人）から、番組に問題の解説や別解についての問い合わせがよくあるもののスタッフの誰も丁寧な説明できず、対応が大変だったという。
出題問題については公平を期すため、出演者全員に問題を伏せられた状態で収録に望む（コマ大生たちは事前にVTR収録をするためスタジオ収録時には問題を知っている）。マス北野の解答が若干早いのは他の出演者の解答を少しでも遅らせようと出題と並行して頭の中で解を行いながら茶々を入れたり、ギャグを入れ、解答を導き出しているからである。
番組当初は2本撮り収録をしていたが制作費削減のあおりを受け第83回目からは3本撮り収録をする形となった。これにより各収録ごとに入れ替わる東大生と違い、マス北野は1日の収録で3問解く事となったため収録3本目では疲弊しつつも問題に向き合っていた。
TBSの特別ドラマ『和田アキ子殺人事件』（2007年）にたけしとタカが出演した際、他局にもかかわらずこの番組の姿だった。
竹内薫（吉田武の推薦で出演オファーがあり決定）によると、企画時点での仮番組名は『たけしが愛した数式』（映画『博士の愛した数式』をもじったもの）だったという。
第35回国際エミー賞にアジア代表としてノミネートされた。通常月間平均視聴率18%以上の番組に贈られる「フジテレビ編成局長褒章」も特別に受章している。
また、番組を通じて数学の魅力を伝えたとして、2008年にたけしが日本数学会出版賞を受賞した。
2012年、本番組のフォーマットを使った番組en:Dara Ó Briain: School of Hard Sumsがイギリスで制作され放送された。
以前からハイビジョン制作（スタジオ映像やCGがHV対応、ただしアナログ放送ではみ出る画面左右の部分にテロップや文字を写さない）だったが、2008年12月1日のフジテレビ送出マスター更新をきっかけに、直後の12月4日深夜放送分からテロップも16:9に対応、アナログ放送ではレターボックス（画面上下に黒帯）で放送されている。
7年半の放送で2013年9月23日の323回目に最終回を迎え、1時間スペシャルで放送された。
これに伴い1991年2月から始まったビートたけしのフジテレビ深夜枠レギュラーが終了する事になったが、当番組終了から1年後の2014年10月17日にたけしのフジテレビ深夜番組が特別番組で復活。番組タイトルは『たけしのダンカン馬鹿野郎!!』。「北野ファンクラブ」を意識した番組で、出演者はたけし、ダンカン、玉袋筋太郎、〆さばアタル（旧芸名は雨空トッポ）、アル北郷、ビートきよし。当番組のほぼ同じスタッフ（監修の竹内・中村の両名は除く）で放送された。

## 出演者
基本的にはこの時間に放送されていた前番組『北野タレント名鑑』の出演者が引き続き担当していた。

### 司会進行
ガダルカナル・タカ
問題解答の前に決め台詞を発しては、失笑を買うのがパターンとなっている。衣装は髭男爵ひぐち君の衣装の色違いである。
- 「Cogito ergo sum.（我思う故に我あり）」（ラテン語）（第1回放送-第10回放送）
- 「ἀριθμοὶ κυβερνοῦν σύμπαν（数は宇宙を支配する）」（ラテン語、ピタゴラス教団の言葉）（第11回放送-第23回放送)
- 「Mathematik heißt Freiheit（数学は自由だ）」（ドイツ語）（第24回放送-第31回放送）
- 「Les mathématiques, c'est de l'art（数学は芸術だ）」（フランス語）（第33回放送-第42回放送）
- 「It's Math Time!」（第43回放送-第52回放送）
- 「一、二、算数、ダーッ!!」（第53回放送）
- 「（永遠に学びなさい）」（マハトマ・ガンディーの言葉）（第54回放送-第63回放送）
- 「βασιλικὴν ἄτραπον ἐπὶ μαθηματικά（数学に王道なし）」（第64回放送-第73回放送）
- 「明けマスて、おめでとうございマスタイム」（第74回放送）
- 「Gaude discere（学ぶことを楽しめ）」（第75回放送-第84回放送）
- 「Docendo discimus（教えることにより学ぶ）」（第85回放送-第93回放送）
- 「Fit via vi（道は力によって生じる）」（第94回放送-第105回放送）
- 「Il dado è tratto（サイは投げられた）」（イタリア語）（第106回放送-第115回放送）
- 「好者能精（好きこそものの上手なれ）」（第116回放送-第126回放送）
- 「Век живи век учись（ロシア語）（百年生きていたら百年勉強しなさい）」（第127回放送-）
- ただし後に「レッツ、（その日のテーマ）」と言う形式になった。

戸部洋子（当時フジテレビアナウンサー）
現場レポート。イントロを紹介するが、おそらく自分が何を言っているのか分かっていない。
戸部本人の発案で知的に見えるとの理由で眼鏡を掛けての出演。解答時間中はCCDカメラにより解答者の様子をレポートする。

### マス北野チーム
最終回までのフィールズ賞獲得回数は120回。
マス北野（ビートたけし）
数学の鉄人・マスマティック北野（マス北野）として問題を解いただけでなく、本番組の企画立案にも携わった。また、『熱血!平成教育学院』の算数問題でも出題を担当していた。
「もし違う道を選ぶなら、数学の研究者になりたかった」と言う程数学を得意とし、数学だけは中学・高校では東大にいった者よりできていたらしく、番組内では普段芸能人として活動するビートたけし、文化人・映画監督としての北野武とは違った一面の姿を見せた。
オープニングで「おまえら（軍団のメンバー）はこれで（収録が終わりなので）いいけど、“たけしさんは、このあと『（熱血!）平成教育（学院）』の数学の撮りが4本あります”って（スタッフに言われて）まいっちゃうよなー」と愚痴をこぼしたことがある。
サボリ癖があるたけしではあるが、初回から最終回まで一度も休まず出演し、初回から第64回まではたった1人で問題を解いた功績などを含め、最終回で「コマ大グランドフィールズ賞」を受賞した。
ポヌ・ジョジアヌ
第65回放送よりマス北野の助っ人として登場した。ベナン共和国出身、ゾマホンの配偶者であり、2012年10月30日の番組冒頭で結婚が報告された。ベナンにある「たけし日本語学校」で日本語を学んで、共立女子大学に留学してきている。第127回放送にて、東大大学院への入学準備とビザの取得でベナンへ一時帰国するため、番組を一度卒業。後に復帰したが、ベナン大使と結婚し公務をサポートする事が増えたために再び卒業した。彼女が卒業した後に番組末期から最終回まで、東大生チームだった木村美紀がマス北野チームに参加することになった。

### 現役東大生チーム
最終回までのフィールズ賞獲得回数は137回。
解答時間には不定期で「今週の東大生プチ情報」と題し、彼女たちに関する情報が紹介される。
一期生 （第1回〜第82回）
- 木村美紀（女子学院中学校・高等学校→東京大学薬学部）
- 松江由紀子（桜蔭中学校・高等学校→東京大学農学部）
- 烏谷未菜（東京大学農学部）※第26回放送のみ、松江由紀子のお友達として代理出演

松江の東大卒業・就職、木村の卒業に伴い第82回放送「卒業試験」をもって卒業となった。
また、松江は結婚後に夫を連れ番組を一度見学・問題に挑戦。さらにその回では唯一の正解を出しフィールズ賞を獲得した。
二期生 （第83回〜）
週ごとに出演するコンビが異なる。
東大理Ⅲコンビ・秒殺シスターズ
- 衛藤樹（東京大学医学部3年）
- 伊藤理恵（東京大学医学部3年）

第82回放送「卒業試験」より新レギュラー候補として登場 （当時は「東大現役東大理科三類チーム」）。レギュラー登場は第83回放送「人工衛星」より。
脳殺シスターズ
- 小橋りさ（筑波大学附属中学校・高等学校→東京大学理科Ⅰ類2年）
- 生駒尚子（桜蔭中学校・高等学校→東京大学文科Ⅱ類2年）（2008/4～2009/3）

第82回放送「卒業試験」より新レギュラー候補として登場 （当時は「現役東大青春ド真ん中チーム」）。レギュラー登場は第84回放送「等積分割」より。コンビ名は秒殺シスターズに対抗して与えられた。（学年は2008年度現在）
東大のこまどり姉妹 (?)
- 木村美紀 （女子学院中学校・高等学校→東京大学大学院）
- 山田茜 （東京学芸大学附属高等学校→東京大学文科Ⅲ類1年）
- 岡本麻希（静岡県立磐田南高等学校→東京大学文科Ⅲ類2年）生駒卒業後は、小橋とチームを組む。

木村・山田ペアは第85回放送「デュードニー」より登場。木村は大学院進学のため新入生として再登板。コンビ名はマス北野の命名 (?) による （第85回）。
第88回放送「置換」では木村・岡本ペアで登場。
三期生
週ごとに出演する東大生が異なる。
- 杉山文菜（東大農学部4年→大学院生）
- 瀬戸山結衣（東大大学院生）※後期、学業に専念するため卒業。
- 溝田樹絵（東大経済学部3年・野球好きで野球選手のモノマネをよく披露していた）
- 淡路祐希子（東大医学部3年 健康総合科学科）
- 松本千慶（東大農学部 研究員）
- 本杉美樹（東大工学部3年）※三期生 研究生
- 横内友理子（東大大学院生）※三期生 研究生

ほか

### コマネチ大学数学研究会チーム
略称「コマ大」（略称「駒大」として知られる駒澤大学とは無関係）。たけし軍団の中から4名が解答者として出演する。主なメンバーは以下の通り。
- ダンカン（部長、レギュラー出演）※構成作家として番組企画会議のみ参加し、問題作成には一切関わっていない。
- 〆さばアタル（ダンカンと共にレギュラー出演。番組開始当初は相方の〆さばヒカルも出演していたが、ヒカルは2006年9月に病死）
- ガンビーノ小林
- アル北郷
- お宮の松
- 無法松（ほたるゲンジ・当番組内の検証ロケでラートが上手かった事からラート師匠というキャラでも数回登場）
- 東京名物大神本舗五百年（2011年秋から・当番組内でこの芸名に改名した）

なお、以下の3名は2008年以降出演の実績がない。
- グレート義太夫（部長のダンカンが他の仕事でスケジュールの都合、出演出来ない回に副部長の肩書きで出演。ただ数学は得意という訳ではないので、〆さばアタルが仕切っていた。その後スタジオ出演はほぼなくなったが、ごくまれにVTR出演することがあった）
- 赤P-MAN
- 三又又三

たけし軍団メンバーは視聴者の立場に立った出演者（という名目）。身近にあるさまざまなもので試行錯誤しながら計算を行い、時間と労力を惜しみなく使って問題を解く。
第1回放送では何時間もかけて体を張って問題を解き、正解。続く第2回放送では、これぞモンテカルロ法だと、顧問の竹内薫にほめられた。
かなりの雨男集団で、ロケの時よく雨が降る。
解答に行き詰まったとき、まれに〆さばアタルによるアタルチャンス（問題を解くのに役立つ閃き）が出ることがある。
マス北野と東大生チームの解答時間中は解答用紙を駆使したユニークな手遊びを披露している。
木村、松江の卒業の際は最後の卒業試験と題して問題を出したが、難無く正解されてしまった。なお、この問題の正解を並べると「ミキユキコアリガトウ」となる。
最終回時点でのフィールズ賞獲得回数は35回。

### 番組特別顧問など
番組特別顧問
竹内薫（科学作家、東大理学部物理学科卒。自称アインシュタインおたく）
中村亨（東大理学部数学科卒、同大学院修士課程修了。自称アルキメデスフェチ）
両者とも当番組の出演でファッションセンスが向上した。
ナレーター
鈴木まどか
コマネチ大学数学研究会が体を張って数学を検証しているVTRに淡々としたナレーションを加えている。

## 歴代スタッフ

### 最終回時点
- ナレーター：鈴木まどか
- 企画：コマ大PTA
- 編成企画：髙木明梨須（フジテレビ）
- 構成：安達元一、たけうちきよのり（中期までは竹内きよのり 表記）、斉藤タカシ ／ Dr.コバ[注 2]（後期から参加）
- ＴＰ：岡本隆嗣
- ＴＤ：立川良太
- カメラ：川崎昭
- 照明：出口勉
- 音声：飯塚幸子（ミスコマ大、たけし命名：エルトン・ジョン）
- ＶＥ：伊東大哲
- ＶＴＲ：作田和矢
- 音響効果：有馬克己（有馬克巳 表記回あり）
- ＥＥＤ：伊藤芳行
- ＭＡ：中村裕子
- ＴＫ：福田美由紀
- 美術プロデューサー：清水久[注 3]
- デザイン：高松浩則
- 美術制作：杉山弘子
- 美術進行：小野保奈美
- 装置：鈴木匡人
- 特殊道具：白鳥保夫（たけし命名：第一発見者）
- 操作：宇津木史高
- 電飾：平野寛
- 衣装：原口恵里
- 持道具：寺澤麻由美
- メイク：林崎真理子
- 監修：竹内薫、中村亨
- ディレクター：佐藤忠
- 演出：牧良昭[注 4]（EAST）
- プロデューサー：吉田宏（EAST）
- 技術協力：ビデオスタッフ、ザ・ホライズン、スカイウォーカー、ザ・チューブ
- ロケ技術：アイ・ティ・エス
- 美術協力：アックス[注 5]、フジアール（中期以降加入）
- セット協力：大橋製作所（中期以降加入）
- 収録スタジオ：フジテレビ湾岸スタジオ（第65回から）
- 協力：オフィス北野
- 制作：フジテレビ
- 制作著作：EAST ENTERTAINMENT（2010年9月から。2010年8月までがイーストと表記、チャンネル北野枠時代は制作協力）

### 過去のスタッフ
- 編成：大辻健一郎（フジテレビ）→ 濱 潤（フジテレビ・編成企画）
- ナレーター：関口伸（60分スペシャル第1弾のみ担当）
- ＴＰ：井上治久 → 島方春樹
- ＴＤ：島岡唯信
- 照明：木幡和弘 → 梶山高弘 → 片原数男
- 音声：竹山裕隆
- ＶＥ：吉田崇（現：TBSアクト）→ 松田年世
- ＶＴＲ：今村信男 → 白鳥好一
- ＥＥＤ：関口晴央（初回～後期）、横山良一（初期）、水沼治久（初期）、村田清和（後期）
- ＭＡ：植木俊彦
- ＴＫ：江藤香織 → 佐藤令奈
- 美術プロデューサー：丸山覚（美術の丸ちゃん）
- 美術制作：矢部香苗
- 美術進行：東山浩美
- 操作：茂 進
- 電飾：山田哲平 → 石井誠吾
- 衣装：高野知子 → 永井碧 → 山崎夏美
- メイク：石月裕子
- スタイリスト：吉村たかみ
- 技術協力：渋谷ビデオスタジオ（第64回まで）、テレテックメディアパーク（初期途中まで）、J&S恵比寿、エスブイエス
- ディレクター：善本真也、栖川一郎（現：BS日テレ）→ 前田真人、宗片浩寿、田川博之、高橋恵理香、出井由紀
- プロデューサー：梅本覇留（現：ブレイン・コミュニケーションズ代表取締役）
- 制作：COMPASS（チャンネル北野枠時期のみ）

## 歴代エンディングテーマ
- Best Friend/shyne
- アンダーレイン/nobodyknows+ feat.プリメラ
- Silver Storm/SARINA
- floating~漂流~/John-Hoon
- You are not alone/John-Hoon
- PRIDE/Eric Martin
- Home coming/Hey Monday
- どうにもとまらない/Perla
- クラスメイト/南波志帆
- スキャットマン(ぴーぱっぱぱらっぽっぴっぽー)(ラマーズP・リミックス)/マーク・オー feat. スキャットマン・ジョン
- ピラミッド/Charice feat.Iyaz
- A Coming Of Age/Lucky Soul
- 俺のブーメラン/花団
- 音座芸夢/快進のICHIGEKI
- 希望の星/永井みゆき
- Hello(single edit)/ Martin Solveig& Dragonette
- Daybreak ~13月の色彩~/Exist†trace
- アーティスト/松本隆博
- Butterfly/末光篤
- ウルウル・サマー/Ulrik Munther
- 楽園/THE YELLOW MONKEY

## ネット局と放送時間
| 放送対象地域  | 放送局             | 系列           | 放送時間           | 遅れ日数    | 備考                                                                                               |
| ------------- | ------------------ | -------------- | ------------------ | ----------- | -------------------------------------------------------------------------------------------------- |
| 関東広域圏    | フジテレビ         | フジテレビ系列 | 月曜 25:10 - 25:40 | 制作局      | 2010年4月8日までは木曜25:15-25:45。                                                                |
| 北海道        | 北海道文化放送     | フジテレビ系列 | 土曜 25:35 - 26:05 | 21日遅れ    | 以前は特番回を不定期放送していたが、2012年4月からレギュラー放送を開始。                            |
| 長野県        | 長野放送           | フジテレビ系列 | 火曜 25:15 - 25:45 | -           | 2008年4月以前は土曜25:45-26:15、2010年4月までは火曜24:58-25:28                                     |
| 中京広域圏    | 東海テレビ         | フジテレビ系列 | 月曜 25:21 - 25:46 | -           | 2009年10月26日をもって打ち切られたが、2011年10月に再開                                             |
| 鳥取県 島根県 | 山陰中央テレビ     | フジテレビ系列 | 火曜 24:35 - 25:05 | -           | 2008年度以前は水曜深夜に放送                                                                       |
| 高知県        | 高知さんさんテレビ | フジテレビ系列 | 月曜 25:05 - 25:35 | -           | 2008年9月以前は木曜24:55-25:25、2008年10月から月曜 25:10-25:40、水曜 25:05-25:35だった時期があった |
| 福岡県        | テレビ西日本       | フジテレビ系列 | 木曜 25:30 - 26:00 | 10日遅れ    | [ 注 7 ]                                                                                           |
| 長崎県        | テレビ長崎         | フジテレビ系列 | 火曜 24:45 - 25:15 | -           | |
| 熊本県        | テレビ熊本         | フジテレビ系列 | 月曜 24:35 - 25:05 | 約5ヶ月遅れ | [ 注 8 ]                                                                                           |
| 沖縄県        | 沖縄テレビ         | フジテレビ系列 | 土曜 26:15 - 26:45 | -           | 2007年9月以前は木曜25:45-26:15だった。                                                             |
| 静岡県        | テレビ静岡         | フジテレビ系列 | 水曜 26:00 - 26:30 | ?           | 2012年4月以前は、金曜 25:40 - 26:10→木曜 26:10 - 26:40                                             |
| 京都府        | KBS京都            | 独立局         | 木曜 23:30 - 24:00 | 17日遅れ    | 2006年10月4日から。                                                                                |
| 兵庫県        | サンテレビ         | 独立局         | 土曜 20:54 - 21:24 | 12日遅れ    | 2008年10月3日より、第103回から。2012年3月以前は金曜23：00 - 23:30だった                            |

※関西地区では、本来の系列局である関西テレビではネットせず、エリア内の一部独立局でのネットとなっている。

### 不定期放送局
- 秋田テレビ - 2008年4月以降
- 山口放送（日本テレビ系列） - 2008年以降、ごくまれに水曜→月曜深夜に放送

### 放送終了した局
- 岩手めんこいテレビ - 唯一、フジテレビとの同時ネット局だったが2006年9月21日をもって打ち切り。#備考にもあるが、2011年3月14日に一度だけ臨時に同時ネットしている。
- テレビ新広島 - 2006年6月末打ち切り。
- 岡山放送 - 2007年9月末打ち切り。
- 富山テレビ - 第一回（3ヶ月遅れ）からで放送していたが2011年3月26日をもって打ち切り。最終的に11カ月遅れで放送されていたが戦国鍋TV 〜なんとなく歴史が学べる映像〜に置き換わる形で打ち切りとなった。最終放送テーマは#177「Le Rouge et le Noir (赤と黒)」。
- 新潟総合テレビ - 2011年4月末打ち切り。
- サガテレビ - 2012年3月末打ち切り。
- 鹿児島テレビ - 2012年4月打ち切り。

## 関連商品

### 書籍
- 『たけしのコマ大数学科 特別集中講座(単行本版)』扶桑社 2006年12月27日 ISBN 978-4594052836
- 『コマ大数学科公認副読本 THE PARADOX ザ・パラドックス』扶桑社 2011年10月27日 ISBN 978-4594064976
- 『たけしのコマ大数学科 特別集中講座(新書版)』扶桑社 2013年8月31日 ISBN 978-4594068806

※新書版は単行本版の原稿に『THE PARADOX』の原稿を一部加え加筆修正し新書化したもの。

### DVD
- たけしのコマ大数学科 DVD-BOX 第1期 (ポニーキャニオン、2008年4月16日、PCBC-61020) - 第1回～第10回収録
  - 1限目:フィボナッチ/モンテカルロ法/モーペルテュイ/折り紙/ケプラー予想
  - 2限目:ヨセフス/必勝法/トポロジー/美術館定理/トイレットペーパー
- たけしのコマ大数学科 DVD-BOX 第2期 (ポニーキャニオン、2008年7月16日、PCBC-61021) - 第11回～第20回収録
  - 3限目:アインシュタインに挑戦/1000/ソファー問題/アルキメデス/ビュッフォン
  - 4限目:影/エッシャー/割当問題/ジャンケンゲーム理論/ラマヌジャン
- たけしのコマ大数学科 DVD-BOX 第3期 (ポニーキャニオン、2008年12月17日、PCBC-61022) - 第21回～第30回収録
  - 5限目:等分/暗号/くりこみ/集合場所問題/和算
  - 6限目:ナポレオン/一筆書き/三つ折り/カタラン数/ディオファントス
- たけしのコマ大数学科 DVD-BOX 第4期 (ポニーキャニオン、2009年3月18日、PCBC-61023) - 第31回～第38回、マス1GP数学王決定戦!収録
  - 7限目:チェバの定理/M(マス)1グランプリ・数学王決定戦!/中国人郵便配達問題/素数
  - 8限目:ペンタゴン/フラクタル/断面/スパゲッティ問題/モンモール問題
- たけしのコマ大数学科 第5期 DVD-BOX (ポニーキャニオン、2009年12月16日、PCBC-61024) - 第39回～第54回収録
- たけしのコマ大数学科 第6期 DVD-BOX (ポニーキャニオン、2010年3月17日、PCBC-61025) - 第55回～第70回収録
- たけしのコマ大数学科 第7期 DVD-BOX (ポニーキャニオン、2010年6月16日、PCBC-61026) - 第71回～第82回収録
- たけしのコマ大数学科 第8期 DVD-BOX (ポニーキャニオン、2010年9月15日、PCBC-61027)
- たけしのコマ大数学科 第9期 DVD-BOX (ポニーキャニオン、2011年1月19日、PCBC-61028)
- たけしのコマ大数学科 第10期 DVD-BOX (ポニーキャニオン、2011年4月20日、PCBC-61029)
- たけしのコマ大数学科 第11期 DVD-BOX (ポニーキャニオン、2011年4月20日、PCBC-)
- たけしのコマ大数学科 第12期 DVD-BOX (ポニーキャニオン、2011年7月20日、PCBC-)
- たけしのコマ大数学科 第13期 DVD-BOX (ポニーキャニオン、2012年9月19日、PCBC-)
- たけしのコマ大数学科 第14期 DVD-BOX (ポニーキャニオン、2012年12月19日、PCBC-)
- たけしのコマ大数学科 第15期 DVD-BOX (ポニーキャニオン、2013年3月20日、PCBC-)

## 備考
- 東日本大震災発生後、フジテレビにおいて、報道特番および通常枠の報道・情報番組（枠拡大したものも含む）以外で放送された番組は、2011年3月14日深夜 25:10 - 25:40 放送の当番組が最初であった[注 11]。この日の当番組は、東日本大震災関連ニュースの緊急カットイン対応のため、いくつかの系列局で臨時にキー局同時ネットされた（通常時の同時ネット局はない）。